# Križevci
Križevci é um município da Eslovênia. A sede do município fica na localidade de Križevci pri Ljutomeru.